# Asteriognatha
Asteriognatha là một chi bướm đêm thuộc họ Tortricidae.

## Các loài
- Asteriognatha cyclocentra Diakonoff, 1983
- Asteriognatha metriotera Diakonoff, 1983